# Magyary Zoltán
Magyary Zoltán (Tata, 1888. június 10. – Héreg, 1945. március 24.) egyetemi tanár, iskolateremtő tudós, köztisztviselő. A közigazgatás tudományának nemzetközi hírű művelője.

## Életpályája

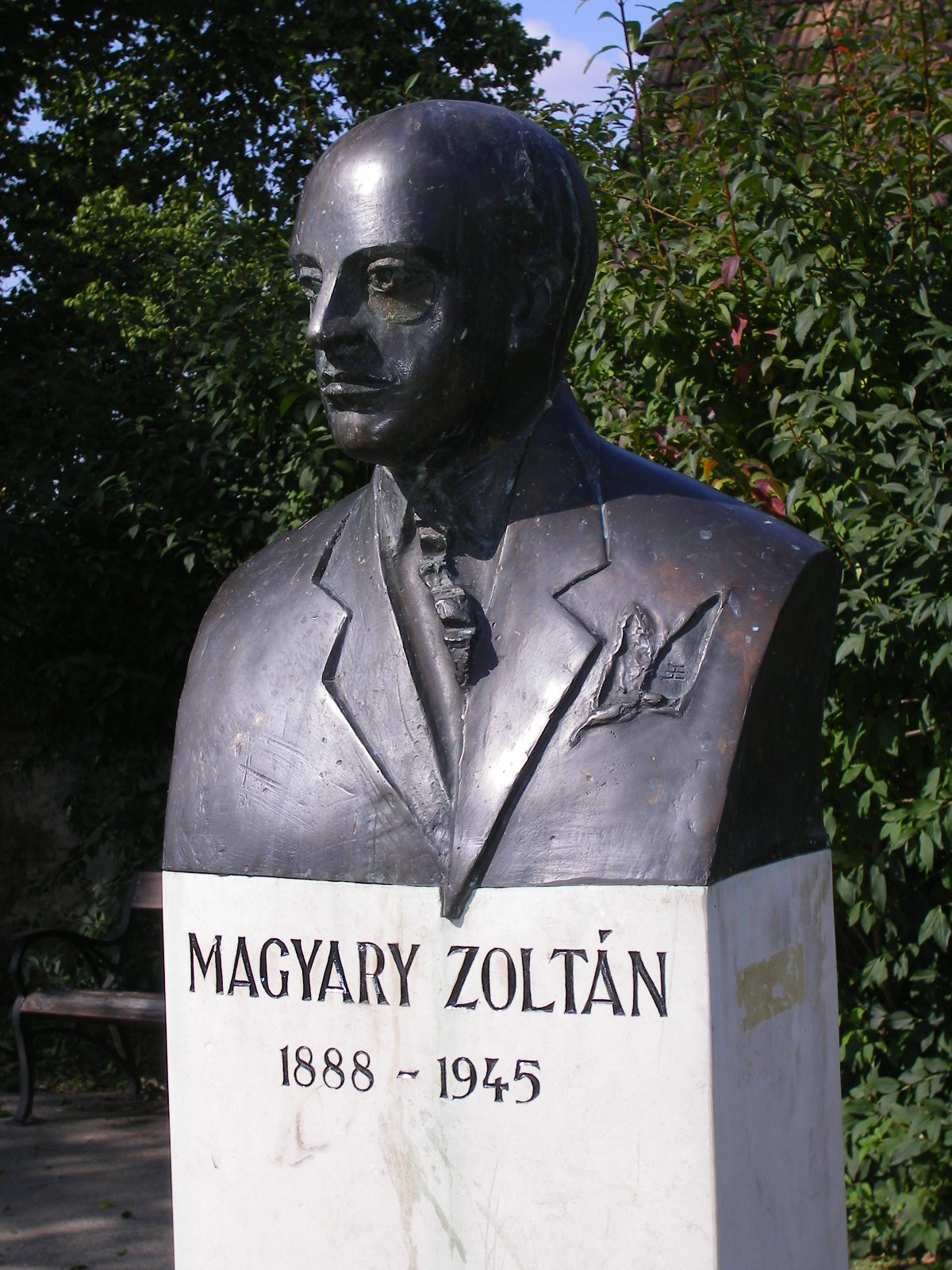
Magyary Zoltán mellszobra Tatán. Balás Eszter szobrászművész alkotása (2004)

Katonatiszti családban született. A budapesti piaristáknál 1906-ban befejezett középiskolai tanulmányait követően a budapesti Pázmány Péter Tudományegyetemen szerzett államtudományi oklevelet (1910), majd jogtudományi (1912) doktorátust. Kiváló adottságainak köszönhetően végigjárta a köztisztviselői ranglétrát. Pályájának első fele 1910–1930 között a Vallás- és Közoktatásügyi Minisztériumhoz és a Klebelsberg Kuno által irányított tudománypolitikához kapcsolódik. Az 1918/1919-es tanévben meghívott előadó volt alma matere Jog-és Államtudományi Karán. 1927-ben magántanári habilitációt szerzett. 1930-ban a Tudományegyetem Közjogi és Közigazgatásjog Tanszékének vezetőjévé, majd nyilvános rendes tanárrá nevezték ki. 1931-ben közigazgatási kormánybiztosi megbízatást kapott. Nevéhez fűződik a Magyar Közigazgatási Intézet megalapítása, amelyet igazgatóként vezetett. 1933-ban előadást tartott az V. Nemzetközi Közigazgatás-tudományi Kongresszuson Bécsben. Az 1930-as évektől egyetemi tanári és az általa alapított/vezetett közigazgatás-tudományi intézetben végzett kutató munkássága vált meghatározóvá. Ekkorra már nemzetközi hírű közigazgatás-tudós lett. Angol, francia és német nyelven igen magas szinten beszélt, saját képességeit folyamatosan fejlesztette (pénzügytan, szervezéselmélet, gyorsírás). Több külföldi tanulmányúton vett részt (Németország, Olaszország, USA, Szovjetunió). Angolul, franciául, németül és oroszul jelentek meg publikációi, a három nyugati nyelven monográfiái is. 1936-ban főelőadó volt a VI. Nemzetközi Közigazgatás-tudományi Kongresszuson Varsóban. Az 1937/1938-as tanévben a Pázmány Péter Tudományegyetem Jog- és Államtudományi Karának dékánja volt.
1936–1938 között munkatársaival és tanítványaival a Tatai járás tudományos vizsgálatát végezte.
Feleségével, dr. Techert Margit filozófussal a szovjet front elől menekülve 1944-ben Tatára, majd Héregre az erdészházba költöztek. 1945. március 24-én – az átvonuló szovjet csapatoktól elszenvedett atrocitások hatására – az önkéntes halált választották. Héregen, az erdészház előtti tisztáson kopjafa és ismertető tábla emlékezik meg róluk, melyeket a Magyary Zoltán Népfőiskolai Társaság és Héreg Község Önkormányzata állított. Sírjuk ma Tatán, a Környei utcai temetőben található.

## Művei
- Társadalmi kérdések; Stephaneum Ny., Bp., 1920 (Védelmi tanfolyam)
- Művelődési politika és közoktatásügyi közigazgatás. [S.l., [s.n.], 1922. 61–76. o.]
- A vallás- és közoktatásügyi központi igazgatás 1867. előtti történetének vázlata. Budapest : Lampel, 1922. 16 p.
- A magyar állam költségvetési joga. Közigazgatási jogi tanulmány; Studium, Bp., 1923
- A magyar állam költségvetési joga : közigazgatási jogi tanulmány. [Budapest, [Országgyűlés Hivatala], 2010. XII, 224 o.]
- A magyar szellemi élet válsága. Budapest : Franklin, 1923. 20 o.
- A felsőoktatás és tudományos élet a háború után Németországban és Ausztriában. Budapest : Franklin Ny., 1924. 47 p.
- A magyar tudomány nemzetközi helyzete. Budapest : Egyet. Ny., 1926. 16 o.
- A magyar tudománypolitika alapvetése. Budapest : Egyetemi ny., 1927. VIII, 628 p., 45 t. (szerkesztő és részszerző (németül is)
- Egyetempolitikai kérdések. Szeged : Városi Ny., 1928. 24 p.
- Emlékirat az egyetemi ifjúság szociális gondozásának megszervezése tárgyában,Budapest : Királyi Magyar Egyetemi Nyomda, 1929. 173, [1 o., 19>]
- A magyar közigazgatás racionalizálása. A m. kir. miniszterelnök elé terjesztett javaslat; Egyetemi Ny., Bp., 1930 (A Magyar Közigazgatástudományi Intézet kiadványai)
- A magyar közigazgatás racionalizálása : a m. kir. Miniszterelnök Úr elé terjesztett javaslat. Budapest : Királyi Magyar Egyetemi Nyomda, 1930. 184 p.
- A magyar közigazgatás gazdaságosságának és eredményességének biztosítása : a M. Kir. Miniszterelnök úr elé terjesztett javaslat. Budapest : Athenaeum, 1931. 30 p., [2 t.]
- A magyar tudományos nagyüzem megszervezése : nyolc év a magyar tudományos élet kormányzatában. [Pécs : Danubia, 1931. 233 o. (Tudományos gyűjtemény)]
- Die Entstehung einer internationalen Wissenschaftspolitik : die Grundlagen der ungarischen Wissenschaftspolitik : im Auftrage des Landesverbandes der ungarischen wissenschaftlichen Gesellschaften und Einrichtungen. Leipzig : F. Meiner, 1932. VII, 683 o.
- A magyar közigazgatás racionalizálásának programmja. Budapest : Kir. M. Egyet. Ny., 1932. 16 p.
- A magyar közigazgatás tükre : közigazgatásunk ügyei és eljáró szervei.(Mártonffy Károly és Némethy Imre társszerzőkkel). Budapest : Magyar Királyi Állami Nyomda, 1932. XXXII, 782 p.
- Magyary Zoltán különvéleménye a budapesti kir. m. Pázmány Péter Tudományegyetem jog- és államtudományi karának a jogi oktatás reformja tárgyában készített véleményes jelentésére vonatkozólag. Budapest : Egyetemi Ny., 1932. 15 p.
- The rationalisation of Hungarian public administration. Budapest : Athenaeum, 1932. 21 o.
- Vorbereitungen zur Rationalisierung der ungarischen Verwaltung. Budapest : Szerző, 1932. 13 o.
- Scientific management in public administration : paper presented to the 5. International Congress of Administrative Sciences in Vienna. Budapest : [Magyar Közigazgatástudományi Intézet, 1933. 26 o.]
- Amerikai államélet. A közigazgatás útja az Északamerikai Egyesült Államokban; Egyetemi Ny., Bp., 1934 (angolul is)
- Az északamerikai egyetemek. Budapest : Egyetemi Ny., 1934. 17 p.
- Közigazgatási jog : [Magyary Zoltán előadásai alapján. Budapest : „Kartárs”, 1935. 340 o.]
- Die ungarische Kommunalpolitik nach dem Kriege. Stuttgart : W. Kohlhammer, 1936. [249–274. o.]
- A közigazgatás legfőbb vezetése szervezési szempontból. Budapest : Budapest Székesfőváros Statisztikai Hivatala, 1936. 152 o., [10 t.]
- A közigazgatás legfőbb vezetése szervezési szempontból. (Franciául is). Budapest: Budapest Székesfőváros Házinyomdája, 1936. (Hasonmás kiadása Budapest: Műszaki- és Természettudományi Egyesületek Szövetsége; Polgári Tanácsadó Szolgálat, 1995.)
- L'organisation des autorités et surtout le role du chef du gouvernement au sein de l'administration publique : 3. section : rapport général. Varsovie : Inst. International des sciences administratives, 1936. 160 p.
- Nemzeti szocialista községi közigazgatás. Budapest : Székesfőváros Háziny., 1936. 56 p.
- A tudomány nemzetközisége : nemzetközi verseny és nemzetközi együttműködés. Budapest : Egyetemi Ny., 1937. 7, [1 o.]
- Közigazgatási vezérkar. Budapest : M. Közigazgatástud. Int., 1938. 41 p., 2 t.
- Mi lesz Tatatóvárosból? : Tatatóváros a jövőben. Budapest : Egyetemi Ny., 1938. 22 p.
- The industrial state. New York : Th. Nelson, 1938. XI, 203 p.
- Államéletünk válsága. Budapest : Stádium, 1939. 17 o.
- A közigazgatás és az emberek : ténymegállapító tanulmány a tatai járás közigazgatásáról. Budapest : Magyar Közigazgatástudományi Intézet, 1939. 377 o., 11 t.
- A közigazgatás és az emberek. Ténymegállapító tanulmány a Tatai Járás közigazgatásáról. (Kiss Istvánnal közösen). Budapest: Dunántúli Nyomda, 1939. (Hasonmás kiadása Tata: Magyary Zoltán Népfőiskolai Társaság, 2010.)
- Mikor újul meg igazán közigazgatásunk?. Budapest : Athenaeum, [1941. 5 o.]
- A szociális vármegye : a Komáromvármegyei Közjóléti és Gazdasági Szövetkezet működése. Budapest : Magyar Közigazgatástudományi Intézet, 1941. 120 p.
- Magyar közigazgatás. Budapest: Egyetemi Nyomda, 1942. (Hasonmás kiadása Budapest: Polgári Tanácsadó Szolgálat, 1998)
- Magyar közigazgatás : a közigazgatás szerepe a XX. sz. államában : a magyar közigazgatás szervezete, működése és jogi rendje. Budapest : Királyi Magyar Egyetemi Ny., 1942. XV, 675 p., 11 t.
- Magyar közigazgatás : a közigazgatás szerepe a XX. sz. államában : a magyar közigazgatás szervezete működése és jogi rendje. [Budapest: Polgári Tanácsadó Szolgálat, [1994]. XV, 675 p., [10] t.fol.]
- A magyar közigazgatási jog. Budapest : Vörösváry L., 1942. 423 o.
- Válasz a "Magyar közigazgatás" bírálóinak. Budapest : Attila Ny., 1943. 12 p.
- A hivatásos közszolgálat megoldatlan kérdései. Kolozsvár : Erdélyi Múzeum Egyesület, 1944. 18 p.
- A közigazgatás fejlesztése és szervezése. Válogatás Magyary Zoltán professzor közigazgatástudományi iskolájának szellemi hagyatékából; vál., szerk. Csuth Sándor és Gáspár Mátyás; MTA, Bp., 1988 (Közigazgatás-szervezési tanulmányok)
- Magyary Zoltán; vál., sajtó alá rend., bev., jegyz. Saád József; Új Mandátum, Bp., 2000 (Magyar panteon)
- „A tudományos versenyben megállás nincs”. Válogatott tanulmányok; szerk. Mezey Barna; Gondolat, Bp., 2011
- Magyary Zoltán összes munkái; sorozatszerk. Patyi András; Nemzeti Közszolgálati Egyetem, Bp., 2015
  - 1. 1919–1922 (Tizenöt tanulmány és könyvfejezet); szöveggond., tan., jegyz. Koi Gyula (2015)
  - 2. 1923 (A magyar állam költségvetési joga); szöveggond., tan., szövegkrit. jegyz. Koi Gyula; tárgyi jegyz.: Gregóczki Etelka, Koi Gyula, Szabó Ildikó (2022)
- A közigazgatás és a közönség : a városi tisztviselők továbbképzése. [S.l.] : [s.n.], [s.a.]. 3 p.

## Emlékezete
- Tatán mellszobra az Öreg-tó partján, emléktáblája szülőháza falán (Bercsényi utca 3.) és a volt Tóvárosi községháza falán (Ady Endre utca 24.) található.
- Héregen (Komárom-Esztergom megye), haláluk helyszínén kopjafa és emléktábla emlékezik rá és feleségére.
- Nevét viseli a Magyary Zoltán Művelődési Központ Tatán.
- Nevét őrzi a Magyary Zoltán E-közigazgatástudományi Egyesület és a Magyary Zoltán Népfőiskolai Társaság, valamint a Magyary Zoltán Közigazgatási Szakkollégium, továbbá a Magyary Zoltán-díj. Hírnevét öregbíti a rangos Magyary Zoltán Posztdoktori Ösztöndíj.
- A Magyary-iskola fennmaradt könyvtárát és iratanyagait az ELTE ÁJK Közigazgatási Jogi Tanszéke őrzi.
- Jelentős különgyűjtemény található a tatai Móricz Zsigmond Városi Könyvtár Helytörténeti gyűjteményében is.
- Emlékét megidézi Bereményi Géza híres első filmje is az 1980-as évekből: A tanítványok, amelyben Gelley Kornél játszotta.

## Ajánlott irodalom
- Gyenisné Landesz Edit–Somorjai József (szerk.): Magyary Zoltán munkássága. Az 1988. május 28-án, Tatán rendezett tudományos ülés előadói anyaga. Tata, Komárom megyei Múzeumok Igazgatósága, 1990. 58 p. (Tudományos füzetek; Komárom-Esztergom Megyei Múzeumi Szervezet)
- Ivancsics Imre – Fábián Adrián: Magyary Zoltán és iskolája. – In: Ivancsics Imre-Fábián Adrián: Bevezetés a közigazgatástanba I. PTE-ÁJK, 2006. 62-66.
- Lőrincz Lajos: Magyary Zoltán helye a magyar közigazgatás-tudományban. In: GellénMárton–Hosszú Hortenzia (szerk.): Államszerep válság idején. Magyary Zoltán emlékkötet. Budapest: Complex, 2010. 39–45. p.
- Nagy Ferenc: Magyary Zoltán. In: Magyar tudóslexikon A-tól Zs-ig. Főszerk. Nagy Ferenc. Budapest: Better; MTESZ; OMIKK. 1997. 553-555. o. ISBN 963-85433-5-3
- PálnéKovács Ilona: Magyary Zoltán és a magyar közigazgatás. = Tér és társadalom, 2011. XXV. évf. 3. szám, 173–179. p.
- Verebélyi Imre: Memorandum dr. Magyary Zoltán, az IIAS 1945 előtti alelnökének nemzetközi rehabilitálása és méltó elismerése érdekében.= Magyar Közigazgatás, 2005. LV. évf. 7. szám, 389–397. p.

## Monográfiák
- Szaniszló József: A Magyary-iskola és háború utáni sorsa. Közigazgatástudomány-történeti visszapillantás. Budapest: ELTE ÁJTK, 1993
- Magyary Zoltán munkássága. Az 1988. május 28-án, Tatán rendezett tudományos ülés előadói anyaga. Szerk. Gyenisné Landesz Edit, Somorjai József. Tata: Komárom megyei Múzeumok Igazgatósága, 1990
- Magyary Zoltán. Válogatta, sajtó alá rendezte, a bevezetést és a jegyzeteket írta Saád József. Budapest: Új Mandátum Könyvkiadó, 2000. (Magyar Pantheon sorozat)
- In memoriam Magyary Zoltán. Szerk. Nagy Ferenc. Budapest: MTA Könyvtára, 1995
- Koi Gyula: Évszázadok mezsgyéjén. Négy magyar közigazgatás-tudós útkeresése és életpéldája. Zsoldos Ignác (1803-1885) Récsi Emil (1822-1846) Concha Győző (1846-1933) Magyary Zoltán (1888-1945). Budapest: Nemzeti Közszolgálati Egyetem, 2013. 180. ISBN 978-615-5344-41-1
- Koi Gyula: A közigazgatás-tudományi nézetek fejlődése. Külföldi hatások a magyar közigazgatási jog és közigazgatástan művelésében a kameralisztika időszakától a Magyary iskola koráig. Budapest: Nemzeti Közszolgálati Egyetem, 2014. 487. (Magyaryra és tanítványaira lásd: 293-334). ISBN 978-615-5344-64-0

- Magyary Zoltán összes munkái (1919-1922). Kritikai kiadás. A szöveget gondozta, a bevezető tanulmányt és a jegyzeteket írta: Dr. Koi Gyula. Sorozatszerkesztő: Prof. Dr. Patyi András. Lektor: Prof. Dr. Máthé Gábor. Budapest: Nemzeti Közszolgálati Egyetem, 2015. 237 p. (ISBN 9786155527142)
- Magyary Zoltán összes munkái II. (1923). A magyar állam költségvetési joga. Közigazgatási jogi tanulmány. Kritikai kiadás. A szöveget gondozta, a bevezető tanulmányt és a szövegkritikai jegyzeteket írta: Koi Gyula. A tárgyi jegyzeteket írta: Gregóczki Etelka, Koi Gyula, Szabó Ildikó. Sorozatszerkesztő: Patyi András. Szerkesztők: Auer Ádám - Patyi András. Szakmai lektorok: Máthé Gábor - Patyi András. Budapest: Ludovika Egyetemi Kiadó, 2021. 296.(ISBN 9786155527142)

## Szakcikkek
- Berényi Sándor: Magyary Zoltán szellemi öröksége. Állam és Igazgatás XLIII. évf. (1988) 9. sz. 769–778.
- Lőrincz Lajos: Magyary Zoltán munkássága nemzetközi összehasonlításban. Magyar Közigazgatás XLV. évf. (1995) 4. sz. 241–244.
- Koi Gyula: Magyary Zoltán, mint az összehasonlító közigazgatás úttörő művelője. Jogtudományi Közlöny LXIII. évf. (2008) 7.-8. sz. 352–360.
- Koi Gyula: Vitéz kismagyari Magyary Zoltán. Életrajza, monográfiái, kapcsolódó szakirodalom. Jogtörténeti Szemle XIII. évf. (2011) 4. sz. 81.
- Koi Gyula: Magyary Zoltán (1888-1945). In: Hamza Gábor (szerk.)–Siklósi Iván (társszerk.): Magyar jogtudósok IV. ELTE Eötvös Kiadó, Budapest, 2014. 105-122. (ISBN 978 963 312 214 3)
- Koi Gyula: Magyary Zoltán életműve – A Magyary kritikai kiadás metodológiai háttere. Pro Publico Bono – Magyar Közigazgatás 2015/2. 123-139. 2015_2.123-139.
- Koi Gyula: Ki volt Magyary Zoltán? /A digitalizált Magyary Archívum előszava/. Budapest, 2018, NKE–ELTE ÁJK, 1-3.  Az ELTE ÁJK Közigazgatási Tanszék és az Nemzeti Közszolgálati Egyetem közreműködésével készült adatbázis a tanszék Magyary Archívumának digitalizált darabjaival.